# Red Dead Redemption II
Red Dead Redemption II, également abrégé RDRII ou RDR2, est un jeu vidéo d'action-aventure et de western multiplateforme, développé et édité par Rockstar Games, sorti en octobre 2018 sur PlayStation 4 et Xbox One, puis en novembre 2019 sur Windows et Stadia. Le jeu est la troisième entrée de la série vidéoludique Red Dead ainsi qu'une préquelle de Red Dead Redemption, sorti en 2010. L'histoire se déroule en 1899, dans une représentation fictive des États-Unis, et suit les exploits d'Arthur Morgan, un hors-la-loi et membre du gang Van der Linde, qui doit faire face au déclin de l'Ouest tout en tentant de survivre contre les forces gouvernementales, les gangs rivaux et autres adversaires. Le jeu est présenté à travers des perspectives à la première et à la troisième personne, le joueur pouvant se déplacer librement dans son monde ouvert interactif. Les éléments de gameplay incluent les fusillades, les vols, la chasse, l'équitation, l'interaction avec des personnages non-joueurs et le maintien du niveau d'honneur du personnage par des choix moraux et ses actes. Un système de primes régit la réponse des forces de l'ordre et des chasseurs de primes aux crimes commis par les joueurs.
Le développement du jeu a duré plus de huit ans, commençant peu de temps après la sortie de Red Dead Redemption, et devient l'un des jeux vidéo les plus chers jamais créés. Rockstar a coopté tous ses studios en une seule grande équipe pour faciliter le développement. Ils ont tiré l'influence de lieux réels par opposition aux films ou à l'art, se concentrant sur la création d'un reflet précis de l'époque avec les personnages et le monde du jeu. Le jeu a été le premier conçu par Rockstar spécifiquement pour les consoles de huitième génération, après avoir testé leurs capacités techniques lors du portage de Grand Theft Auto V sur ces dernières. La bande originale du jeu comprend une partition originale composée par Woody Jackson et plusieurs pistes vocales produites par Daniel Lanois. Le développement comprenait un horaire serré de 100 heures par semaine, entraînant des rapports d'heures supplémentaires obligatoires et non rémunérées. Red Dead Online, le composant multijoueur en ligne du jeu, permet jusqu'à 32 joueurs de s'engager dans une variété de modes de jeu coopératifs et compétitifs.
Le jeu a battu plusieurs records et a connu le deuxième lancement le plus important de l'histoire du divertissement, générant 725 millions de dollars de ventes dès son week-end d'ouverture et dépassant les ventes à vie de Red Dead Redemption en deux semaines. Le jeu a été acclamé par la critique, avec des éloges dirigés vers son histoire, ses personnages, son monde ouvert, ses graphismes, sa musique et son niveau de détail ; certaines critiques ont été adressées à son schéma de contrôle et à l'accent mis sur le réalisme plutôt que sur la liberté du joueur. Red Dead Redemption II a remporté des distinctions de fin d'année, notamment des prix du jeu de l'année de plusieurs médias vidéoludiques, et est considéré comme un exemple de jeux vidéo en tant que forme d'art ainsi que l'un des meilleurs jeux vidéo jamais créés. Il fait partie des jeux vidéos les plus vendus au monde, avec plus de 70 millions d'exemplaires expédiés.

## Univers

### Contexte
En 1899 (soit douze ans avant les principaux événements de Red Dead Redemption), à la suite d'un braquage qui a mal tourné dans la ville de Blackwater, la bande de Dutch van der Linde est traquée par les agents fédéraux et les chasseurs de primes. Prenant la fuite vers l'est, le gang commet méfaits sur méfaits pour survivre, bien que des querelles internes menacent de le disloquer. Le bras droit de Dutch, Arthur Morgan, est lui aussi tiraillé entre ses propres idéaux et sa loyauté envers la bande qui l'a élevé.

### Personnages

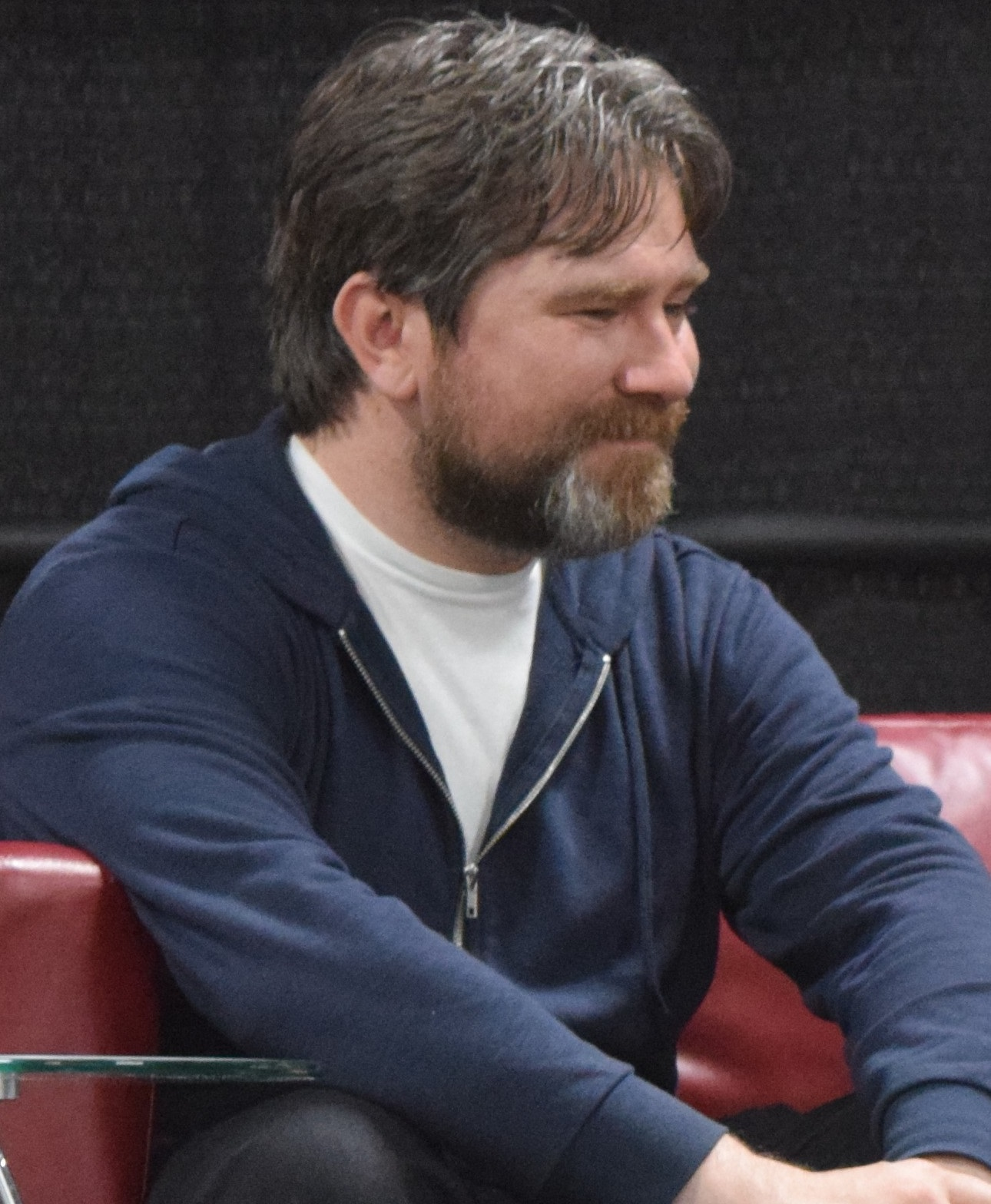
Roger Clark interprète Arthur Morgan.

Le joueur incarne Arthur Morgan (Roger Clark), un membre de longue date du gang de Van der Linde. Le gang est mené par Dutch van der Linde (Benjamin Byron Davis) et est notamment composé d'Hosea Matthews (Curzon Dobell), un escroc ainsi que l'ami le plus proche et le bras droit de Dutch depuis plus de 20 ans ; John Marston (Rob Wiethoff), le protagoniste de Red Dead Redemption (2010), sa compagne Abigail Roberts (Cali Elizabeth Moore) et son fils Jack Marston (Marissa Buccianti (Enfant) ; Ted Sutherland (Adolescent)) ; « l'Oncle » (James McBride pour les dialogues ; John O'Creagh au chant) ; Bill Williamson (Steve J. Palmer) ; Javier Escuella (Gabriel Sloyer) ; Micah Bell (Peter Blomquist) ; Charles Smith (Noshir Dalal), un américain d'origine et chasseur ; ainsi que Sadie Adler (Alex McKenna), une femme au foyer qui rejoint le gang après le meurtre de son mari par le gang des O'Driscoll
,.

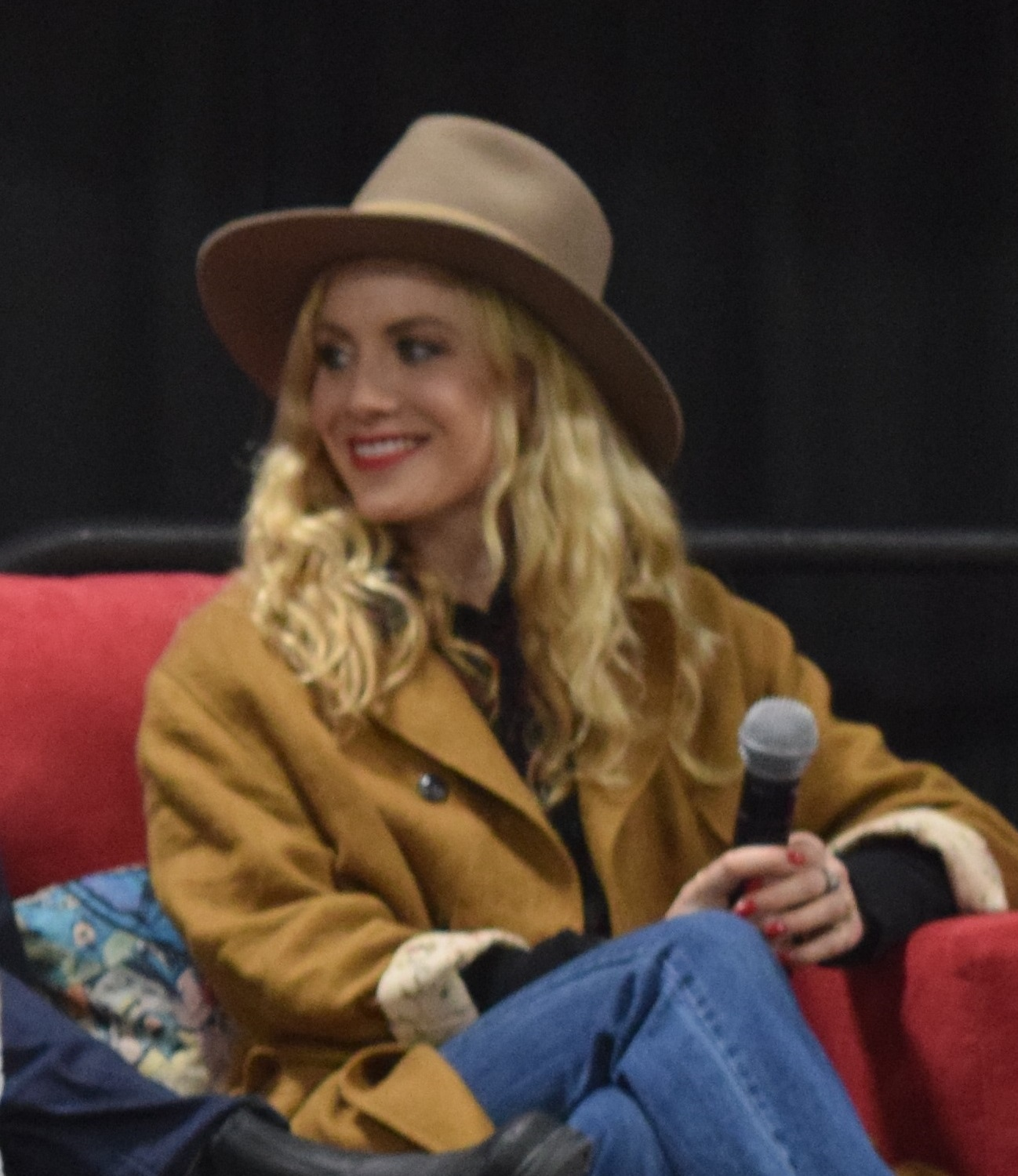
Alex McKenna interprète Sadie Adler.

Le reste du gang comprend Susan Grimshaw (Kaili Vernoff), administratrice et figure maternelle du gang, également ancienne amante de Dutch ; Karen Jones (Jo Armeniox), une arnaqueuse qui aime la vie de hors-la-loi ; Lenny Summers (Harron Atkins), qui avant de rencontrer le gang, était en fuite depuis 3 ans après avoir tué les hommes qui ont tué son père ; Josiah Trelawny (Stephen Gevedon), un prestidigitateur et escroc ; Leopold Strauss (Howard Pinhasik), le comptable du gang qui prête de l'argent illégalement (en) ; Mary-Beth Gaskill (Samantha Strelitz), une voleuse à la tire ; Molly O'Shea (Penny O'Brien), l'amante de Dutch ; Simon Pearson (Jim Santangeli), le boucher et cuisinier du gang ; le révérend Orville Swanson (Sean Haberle), un ancien membre du Clergé devenu alcoolique qui fait partie du gang après avoir sauvé la vie de Dutch ; Sean MacGuire (Michael Mellamphy), un voleur irlandais issu d'une lignée de criminels ; Kieran Duffy (Pico Alexander), un ancien membre du gang rival des O'Driscoll ; et Tilly Jackson (Meeya Davis-Glover), hors-la-loi depuis l'âge de 12 ans, elle faisait partie du gang des Foreman Brothers avant de tuer l'un de ses membres et, en fuite, d'être trouvée par Dutch.
Les actes criminels du gang les amènent en conflit avec plusieurs personnes incluant notamment le riche magnat du pétrole Leviticus Cornwall (John Rue) dont les biens deviennent la cible du gang. En réponse, ce dernier recrute une équipe d'agents de la Pinkerton National Detective Agency dirigé par Andrew Milton (John Hickok) et son subordonné Edgar Ross (Jim Bentley) qui a pour but de traquer le gang.
Le gang rencontre également le baron du crime italien basé à Saint Denis Angelo Bronte (Jim Pirri), le controversé Gouverneur de Guarma Alberto Fussar (Alfredo Narciso) ainsi que le némésis de Dutch et chef du gang rival O'Driscoll, Colm O'Driscoll (Andrew Berg). Le gang se trouve impliqué dans le conflit entre les familles Gray et Braithwaite. Le contact avec les familles se fait principalement via Leigh Gray (Tim McGeever), le shérif de Rhodes, et Catherine Braithwaite (Ellen Harvey), la matriarche de la famille Braithwaite. Plus tard dans le jeu, Arthur aide Pluie-Battante (Graham Greene) et son fils Aigle-Qui-Vole (Jeremiah Bitsui), tous deux membres de la tribu Wapiti des américains d'origine dont les terres sont convoitées par l'armée,.

### Résumé

#### Trame principale
Durant cette première partie, qui constitue l'essentiel du jeu, le joueur incarne Arthur Morgan, un hors-la-loi qui voyage avec une bande dirigée par Dutch Van der Linde.
En 1899, après un braquage de ferry raté, la bande de Van der Linde est forcée de quitter Blackwater et d'y laisser une somme importante d'argent. Le gang - décimé par les décès des frères Davey et Mac Callander, ainsi que de Jenny Kirk - se réfugie dans les montagnes, dans l’ancienne ville minière de Colter, et réalisant que l'industrialisation gagne du terrain, il est décidé de faire « un dernier braquage », qui leur rapportera suffisamment d'argent pour échapper aux autorités et partir en retraite. Après s'être installés près de la petite ville fermière de Valentine, sur le plateau d’Horseshoe Overlook, ils braquent un train appartenant à Leviticus Cornwall, président d'un grand groupe industriel minier, qui répond en engageant l'agence Pinkerton pour les appréhender. Alors que plusieurs membres sont réunis dans un saloon, Cornwall les prend dans un guet-apens qui tourne à la fusillade mortelle, forçant le gang à quitter Valentine pour Rhodes, dans l'État de Lemoyne. Ils se cachent sur la péninsule côtière de Clemens Point.
Alors que la ville est rongée par la rivalité entre les familles Gray et Braithwaite, Dutch décide de profiter de cette opportunité en tentant d'amener les deux familles à s'affronter directement, dans l'espoir de pouvoir dérober un soi-disant trésor. Le gang effectue ainsi quelques missions pour les deux familles, ainsi que pour le shérif local, fils des Gray, tentant de gagner leur confiance, mais rapidement, le plan leur retombe dessus. Pendant que des membres sont retenus dans la ville sous le feu des Gray, Jack, fils de John Marston et d’Abigail Roberts, est capturé par les Braithwaite. Sean Macguire est tué dans le guet-apens ; le reste du gang se réunit et attaque les Braithwaite dans l'espoir de récupérer Jack, mais il a déjà été donné à Angelo Bronte, un homme influent de la grande ville de Saint Denis. Après avoir décimé les Brathwaite et incendié la propriété et le manoir, le gang se relocalise à proximité de Saint Denis, dans l’ancienne plantation de Shady Belle, et continue à nourrir l'espoir de partir à l'étranger après un ultime coup d'éclat.
Après avoir rendu Jack en échange d'un service, Bronte semble coopératif et met le gang en contact avec des personnes influentes de la ville. Celui-ci finit également par les trahir en leur promettant une soi-disant fortune cachée dans le terminus du tramway de Saint Denis. La bande se retrouve encerclée de policiers, après quoi Dutch capture Bronte, et finit par le tuer de sang-froid en le donnant en pâture à un alligator. Arthur commence à douter de l'attitude de Dutch. Dans le même temps, Arthur fait la connaissance de Aigle-qui-Vole, le fils du chef d'une tribu indienne aux prises avec un groupe pétrolier tentant de les chasser.
La bande braque la banque de l’État de Lemoyne à Saint Denis mais l'agence Pinkerton intervient : Hosea Matthews est appréhendé et tué de sang froid par l’agent Milton, le jeune Leonard "Lenny" Summers est tué par la police tandis que John est arrêté et qu’Abigail a réussi à s’enfuir après l’arrestation d’Hosea. Profitant de la diversion de leur compagnon Charles Smith ; Dutch, Arthur, Bill Williamson, Micah Bell et Javier Escuella sont alors contraints de prendre un bateau vers Cuba. Une tempête détruit le navire et les cinq membres se retrouvent naufragés sur l'île de Guarma. Ils sont alors mêlés à un conflit local opposant Fussar, le gouverneur de l’île et propriétaire tyrannique d'une plantation de sucre, à ses esclaves. Après avoir aidé ces derniers à tuer Fussar, ils retournent aux États-Unis et retrouvent le reste du gang.
De retour, le gang est obligé de se relocaliser à Beaver Hollow, à proximité de la ville minière d'Annesburg et du village de pêcheur de Butcher Creek. La bande commence alors à se disloquer : tout d'abord, Molly est tuée par Susan après qu'elle a avoué avoir trahi Dutch. Certains membres prennent la fuite, inquiets pour leur avenir et encouragés par Arthur. Celui-ci est d'ailleurs pressé par Abigail de sortir John de prison, ce qu'il fait, aidé de Sadie Adler, contre la volonté de Dutch, qui commence à perdre la tête. Celui-ci finit par douter d'Arthur et prend Micah en bras droit à sa place. Arthur apprend aussi qu'il a contracté la tuberculose et qu'il est condamné. La méfiance d'Arthur à propos de Dutch est grandissante, en particulier car Arthur ne fait pas confiance à Micah. Dutch continue d'être obsédé par son « dernier braquage », et organise avec Micah l'assaut d'un train de l'armée.
À la suite de leurs mésaventures, Dutch commence à croire la théorie de Micah selon laquelle un mouchard est présent parmi le groupe. Entre-temps, le gang parvient à se débarrasser de Leviticus Cornwall en le tuant brutalement à Annesburg. Dutch essaie de profiter de la situation des indiens pour faire diversion et organiser leur fuite après l'attaque de train. Arthur perd confiance en Dutch lorsqu'il l'abandonne à son sort, cerné par l'armée, alors que la bande attaque un centre pétrolier pour le compte des indiens. Cet abandon n'est ni le premier ni le dernier de Dutch, qui va ensuite laisser John pour mort dans l'attaque de train et refuser de sauver Abigail, capturée par l'agent de la Pinkerton Andrew Milton. Alors que Tilly s’enfuit avec Jack, Arthur et Sadie vont sauver Abigail, apprenant par Andrew Milton que Micah est le mouchard depuis leur retour des Caraïbes et que Molly n’a jamais rien dit lorsque qu’elle avait été abordée par la Pinkerton. Abigail tue Milton et s'enfuit avec Sadie, tandis que Arthur, après leur avoir dit adieu, retourne au camp affronter Micah.
Alors que la bande se divise entre Dutch et Micah d'un côté, et Arthur et John de l'autre, l'agence Pinkerton lance un assaut sur le camp. Bill et Javier s’enfuient avec Dutch tandis que Susan est abattue par Micah après avoir pris le parti d’Arthur et John. Ces derniers parviennent à s’enfuir. Après la mort de leurs montures, le joueur a alors le choix entre retourner chercher l'argent de la bande ou aider John à fuir vers Abigail en retenant les agents de la Pinkerton. Dans les deux cas, Arthur donne ses effets personnels à John avant que les deux frères de substitution ne se disent adieu. Micah piège Arthur et Dutch intervient. Mourant, Arthur convainc Dutch d'abandonner Micah, après quoi, si le joueur a un niveau honneur bas, Micah le tue, ou au contraire, avec un honneur haut, Micah s'enfuit et Arthur succombe de sa maladie en assistant à un dernier lever de soleil. 

#### Épilogue
Durant cet épilogue, qui se déroule huit années après la mort d'Arthur Morgan, le joueur contrôle John Marston. Une fois les missions principales terminées, il est possible de continuer à explorer librement le monde et de pratiquer des activités annexes.
En 1907, John Marston et sa famille essaient de vivre honnêtement et d'oublier leur passé tumultueux. John se fait engager comme ouvrier dans un ranch à proximité de Strawberry, et Abigail en tant que femme de ménage pour le docteur de la ville. Cependant, John est obligé de reprendre les armes et sauve le ranch de la destruction par un gang local. Abigail, qui pense que John ne pourra jamais oublier ses vieilles habitudes, fini par s'enfuir avec son fils Jack, mais précise qu'elle continue de l'aimer. Après plusieurs mois de travail, et après avoir attiré la sympathie de M. Geddes (le gérant du ranch) qui va lui faciliter un prêt, John achète un ranch à proximité de Blackwater, et rencontre certains de ses anciens compagnons : L'Oncle, Charles et Sadie Adler. Il construit une maison avec l'aide de L'Oncle et Charles, tandis que Sadie l'aide à rembourser son prêt grâce à ses boulots de chasseur de primes. John finit aussi par demander Abigail en mariage, qui est entre-temps revenue. John, Sadie et Charles retrouvent la trace de Micah, caché dans les montagnes, et décident d'intervenir pour venger Arthur et la chute du gang. Pendant l'intervention, Sadie et Charles sont blessés, et John se retrouve seul pour affronter Micah. Dutch, qui venait à nouveau récemment de rejoindre Micah, intervient, et après un long face à face, finit par tirer sur Micah, avant de partir en silence, laissant John finir Micah. John retrouve alors le butin de Blackwater et l'utilise pour payer ses dettes.
Pendant le générique, on peut voir l'agent Ross, un ancien de Pinkerton travaillant pour le FBI désormais, observer le ranch de John, initiant les événements du premier Red Dead Redemption, 4 ans plus tard.

## Système de jeu
Red Dead Redemption 2 reprend le système de jeu d'action-aventure solo en monde ouvert de son prédécesseur Red Dead Redemption. Il peut se jouer en vue objective ou subjective. Le jeu propose également un mode multijoueur, intitulé Red Dead Online, reprenant les mécaniques de GTA Online.

## Développement

### Premières déclarations
Le 12 juillet 2012, lors d'une session de questions-réponses avec les joueurs, Rockstar Games indique que la licence Red Dead pourrait à nouveau faire parler d'elle. Un mois plus tard, Take-Two Interactive enregistre la marque Red Dead ; par la suite, son président, Karl Slatoff, déclare le 7 mars 2013 qu'il s'agit d'une des licences les plus importantes pour l'éditeur, propos confirmés en mai 2014 par le directeur général, Strauss Zelnick, parlant de franchise « permanente ».
Lors d'une autre séance de questions-réponses le 19 décembre 2014, Rockstar laisse à nouveau la porte ouverte à un retour de la franchise. En août 2015, Take-Two enregistre également la marque Red Dead Online,,,.

### Fuites
Le 14 avril 2016, une carte supposée du prochain opus fuite sur le forum NeoGAF ; six jours plus tard, le site britannique TechRadar confirme son authenticité par une source donnée proche de Rockstar Games, ajoutant également que ce nouveau jeu sera une préquelle à Red Dead Redemption,.
Fin mai 2016, le portfolio d'un ancien employé de Rockstar est découvert par un membre de Reddit : une capture d'écran, datant de près d'un an, présente notamment une cabane d'époque non présente dans Red Dead Redemption avec une version du moteur RAGE proche de celle utilisée pour Grand Theft Auto V, laissant croire qu'il s'agit d'un projet lié au prochain jeu de la série ; peu de temps après cette découverte, l'image est retirée du portfolio,,.
De même, après la découverte le 11 juin 2016 de croquis ayant pour thème l'Ouest sauvage sur le site personnel de l'artiste Rachel Doimo, précédemment employée à Rockstar London, ceux-ci ont été également enlevés,.

### Carte, emplacement et environnement
Le jeu propose sept types d’environnement (déserts, montagnes, marécages, plaines, forêts, urbains et neigeux) dans lesquels le joueur peut déambuler à dos de cheval, à pieds ou même en train. Le jeu se déroule de 1899 à 1907, période à laquelle les avancées technologiques et techniques ont fait un bond fulgurant ,. La carte se divise en 5 états, 4 accessibles dès le début du jeu à savoir New Hanover, Ambarino, Lemoyne, West Elizabeth et complété à partir du début de l'épilogue par New Austin, carte du précédent opus, Red Dead Redemption. La carte dispose également de nombreuses villes plus ou moins urbanisées comme Valentine, Annesburg, Van Horn, Saint Denis, Armadillo ou encore Blackwater. On peut également faire mention d'une deuxième carte épisodique étant accessible par le joueur uniquement lors du chapitre 5 de l'histoire principale, l'île de Guarma.

### Annonce officielle
Le 16 octobre 2016, Rockstar Games publie sur son site une image seule présentant le logo de la compagnie aux couleurs du nouveau jeu, sans aucune autre mention, ; de même, les comptes officiels sur les réseaux sociaux (Facebook, Twitter et Instagram) reprennent cette image. Le lendemain, le studio de développement publie une nouvelle affiche promotionnelle présentant cette fois-ci la silhouette de sept personnes au soleil couchant,.
Red Dead Redemption 2 est officiellement annoncé le 18 octobre 2016 ; sa sortie est alors prévue en automne 2017 sur PlayStation 4 et Xbox One. La première bande-annonce est mise en ligne le 20 octobre à 11 h EDT (soit 17 h CEST),,. Celle-ci présente essentiellement des paysages du jeu, naturels ou urbains, ainsi que la faune avant qu'une personne — en voix off — conseille à une autre de fuir sans se retourner lorsque le moment sera venu ; la bande-annonce se termine par sept personnages, dont les visages sont couverts par un bandana, partant à cheval au galop,.
Sony annonce dans la foulée que les joueurs sur PlayStation 4 disposeront d'un accès anticipé à plusieurs des contenus prévus pour le multijoueur,.
Par la suite, lors de la présentation de son bilan financier qui a lieu début février 2017, Take-Two Interactive confirme que le jeu sortira bien durant l'année fiscale 2018, qui s'étend entre le 1er avril 2017 et le 31 mars 2018,,.

### Premier report du jeu
Après un silence de sept mois, Rockstar Games annonce finalement le 22 mai 2017 le report de Red Dead Redemption 2 pour le printemps 2018, afin de pouvoir peaufiner ce premier jeu entièrement conçu pour la huitième génération de consoles ; le studio de développement dévoile par la même occasion sept premiers screenshots et indique que de prochaines informations arriveront au cours de l'été,.
Rockstar attend alors le jour de l'équinoxe de septembre, le 22 du mois, pour poster une image seule, donnant rendez-vous la semaine suivante, le 28 septembre, à 11 h EDT (soit 17 h CEST), ; la seconde bande-annonce est ainsi dévoilée à ce moment-là,. Celle-ci met en avant le personnage d'Arthur Morgan, un hors-la-loi membre de la bande de Dutch Van der Linde (dans laquelle se trouvait John Marston en préambule du précédent jeu), ainsi que ses méfaits, comme de l'extorsion, des braquages de banques ou encore des attaques de trains ; l'histoire de cet opus est donc une préquelle à celle de Red Dead Redemption. Les plans présentés lors de cette vidéo tendent, par ailleurs, à légitimer la carte qui avait fuité en avril 2016,. Par la même occasion, Rockstar modifie le logo du jeu ; le « 2 » en chiffre arabe devenant un « II » en chiffre romain, comme pour la série Grand Theft Auto,,.
Le 15 décembre, une « chasse au trésor », rappelant une activité présente dans le premier Red Dead Redemption, est mise en place dans GTA Online. Le joueur reçoit alors un dessin par e-mail sur son smartphone d'un certain vanderlinde@eyefinder.com, représentant un lieu de la carte, et doit s'y rendre ; après avoir collecté des indices à trois autres endroits, il finit par découvrir le fameux trésor qui n'est autre qu'un revolver double action doré. En réalisant un défi consistant à effectuer cinquante tirs en pleine tête, le joueur reçoit un bonus en argent et débloque par la même occasion l'arme pour Red Dead Redemption 2,.

### Second report et campagne marketing

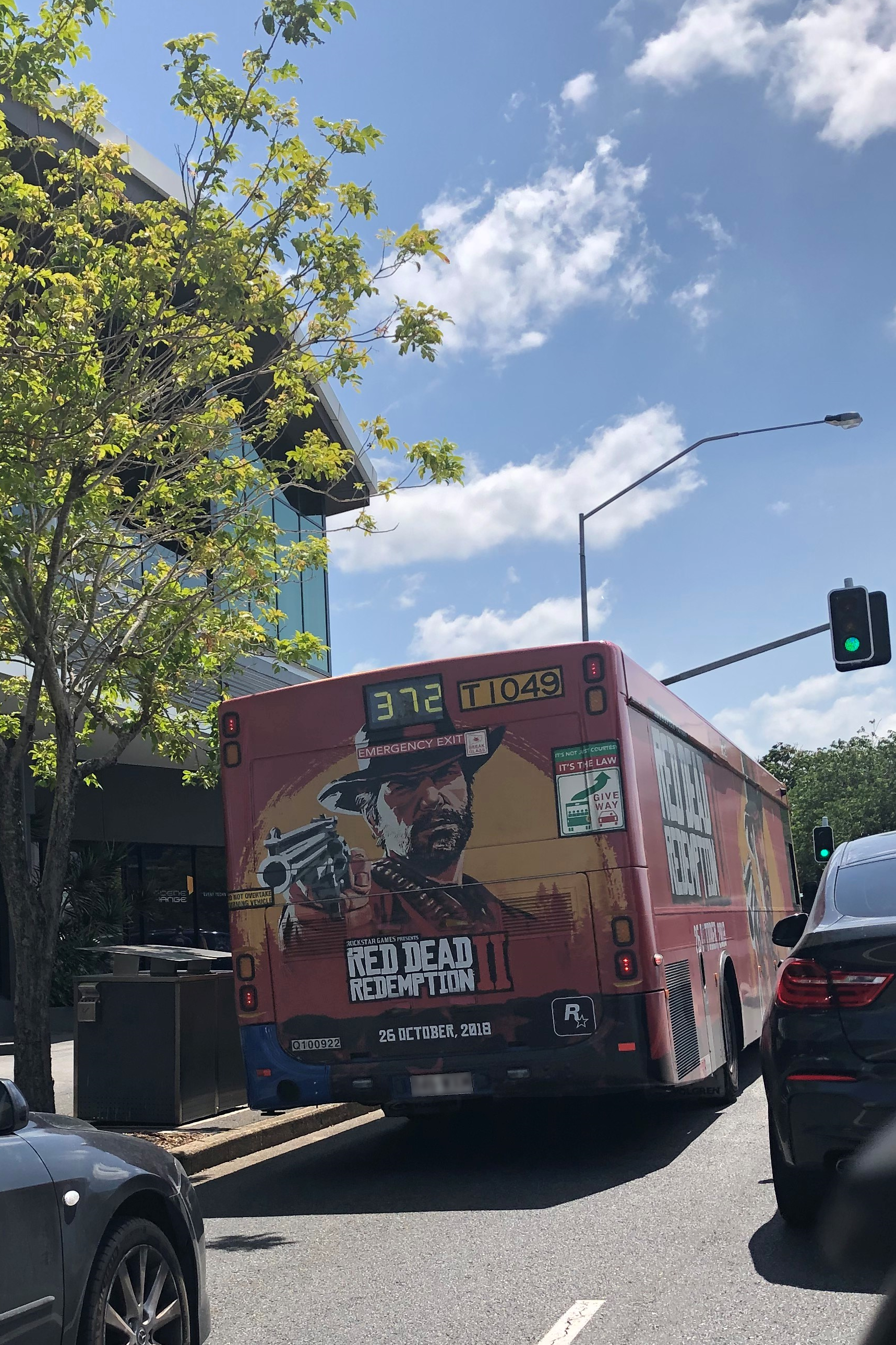
Une publicité de bus pour le jeu à Brisbane, Queensland. en janvier 2019.

Le 1er février 2018, Rockstar Games communique de nouveau sur Red Dead Redemption 2, cette fois pour annoncer la date de commercialisation retenue : le 26 octobre, soit un nouveau retard de plusieurs mois afin de peaufiner le jeu. Par la même occasion, sept nouveaux screenshots sont publiés,.
Cinq jours plus tard, le site Trusted Reviews indique avoir mis la main sur des notes de développement et présente deux images inédites d'Arthur Morgan et Dutch Van der Linde pour appuyer l'authenticité des informations ; ce document dévoile notamment que le jeu sera disponible en vue à la première personne, que des activités comme la pêche, l'extraction d'or ou l'élevage seront disponibles, qu'il sera possible de marchander la vie des ennemis désarmés ou encore que le mode multijoueur proposera un mode battle royale,.
Le 30 avril, Rockstar annonce la diffusion d'une troisième bande-annonce pour le 2 mai suivant, à 11 h EDT (soit 17 h CEST),. Celle-ci pose les bases de l'histoire et met en avant la bande de Van der Linde, traquée sans relâche par les agents fédéraux et les chasseurs de primes dans tout le territoire en 1899 ; Dutch tente tant bien que mal de remobiliser ses troupes tandis que le gang commence à se tirailler, dans une ambiance plus sombre que le dernier opus,. Outre la présentation d'éléments de gameplay (combats à mains nues, tirs à cheval, etc.) ou d'interactivité (comme un spectacle de cracheur de feu), la bande-annonce permet également de retrouver d'anciennes figures de Red Dead Redemption au milieu des nouveaux personnages, dont John Marston, le précédent protagoniste.
Le lendemain, le 3 mai, les sites Everyeye (italien), Famitsu (japonais), GamePro (allemand), Hobby Consolas (espagnol), IGN (américain), JeuxActu (français) et The Telegraph (britannique) publient les premières previews du jeu, les journalistes ayant pu assister à une démonstration de 45 min dans les studios de Rockstar North à Édimbourg le 26 mars. Red Dead Redemption 2 est ainsi annoncé comme étant en développement depuis 2010 et mobilise l'ensemble des studios internes de Rockstar Games. Le système lié au campement de la bande est notamment mis en avant puisqu'il s'agit d'un élément essentiel de cet opus : vivant, interactif et évolutif, le joueur pourra subvenir aux besoins du camp en récoltant de l'argent, des ressources et des matières premières ainsi que donner des tâches aux membres, le tout ayant un impact positif ou négatif sur ces derniers ; des missions et des quêtes annexes pourront également être déclenchées depuis ce lieu. Les phases de chasse sont également détaillées, dont la chasse avec l'arc, nouvelle arme de RDR 2. Enfin l'interactivité avec les PNJ est également abordée, tout comme la description de divers éléments, montrant le soin apporté aux détails. Ces articles permettent également de visionner trente-deux nouvelles captures d'écran en tout,. Trois jours plus tard, via les réseaux sociaux, Rockstar publie dix screenshots supplémentaires,,.
Un mois plus tard, le 4 juin 2018, Rockstar dévoile les bonus associés aux précommandes des versions physiques et numériques du jeu ainsi que les éditions « spéciale » et « ultime », ajoutant du contenu supplémentaire pour les modes histoire et en ligne ; un « coffret du collectionneur », vendu séparément, propose également un ensemble de produits dérivés à l'image de Red Dead Redemption 2,.
Le 27 juillet, le guide officiel du jeu est disponible en précommande, en version standard et en édition collector,. Début août, Rockstar Games envoie un colis contenant des produits dérivés (notamment un t-shirt et une tasse) à différents fansites consacrés à leurs jeux,,, à des sites ou personnes couvrant l'actualité vidéoludique, ou encore des vidéastes,,. Le 3 du mois, une nouvelle « chasse au trésor » est disponible dans GTA Online. Après avoir reçu différents messages de Maude Eccles et chassé cinq primes, le joueur peut mettre la main sur une hachette en pierre ; en réalisant un défi consistant à tuer vingt-cinq personnes avec l'arme, il peut ainsi débloquer cette dernière pour Red Dead Redemption 2 en plus de recevoir un bonus d'argent,. Trois jours plus tard, à New York, des affiches publicitaires sont placardées sur un commerce et un panneau d'affichage, présentant notamment des artworks inédits et le slogan du jeu : Outlaws For Life (« Hors-la-loi pour la vie »),.
Le 3 août, la presse spécialisée reçoit un colis contenant des goodies de Red Dead Redemption 2 en avant première. C'est dans une boîte rouge, marquée en blanc par le logo du titre, que l'on trouvera une tasse, un T-Shirt "Redemption", un sticker du logo du jeu, un sticker de l'artwork premièrement choisi pour la jaquette avant l'artwork final, et une carte de remerciements de Rockstar Games.
Le 8 août, une première vidéo de gameplay est annoncée pour le lendemain, à 11 h EDT (soit 17 h CEST),. Celle-ci introduit le monde interactif et immersif de RDR 2, qu'il s'agisse notamment des différents paysages disponibles, des interactions multiples et variées entre le joueur et les personnes non jouables (passants, forces de l'ordre ou encore témoins), avec les proies et prédateurs (dont le système de chasse), les chevaux, les combats au corps à corps ou armés, le camp de la bande de Van der Linde, les commerces, mais également les transitions plus naturelles entre cinématiques et phases de jeu,,.
Trois semaines plus tard, le 30 août, Rockstar Games dévoile en avant-première une trentaine de produits dérivés de Red Dead Redemption 2, dont des bougies, des ustensiles, des protections pour appareils mobiles, des modèles réduits, des t-shirts ou encore un briquet, disponibles par la suite sur la boutique officielle du développeur,.
| Date                                                          | Titre original                                          | Durée      |
| ------------------------------------------------------------- | ------------------------------------------------------- | ---------- |
| 20 octobre 2016                                               | Trailer                                                 | 1 min 8 s  |
| 28 septembre 2017                                             | Official Trailer #2                                     | 1 min 29 s |
| 2 mai 2018                                                    | Official Trailer #3                                     | 2 min 9 s  |
| 9 août 2018                                                   | Official Gameplay Video                                 | 6 min 6 s  |
| 1er octobre 2018                                              | Official Gameplay Video #2                              | 4 min 24 s |
| 18 octobre 2018                                               | Launch Trailer                                          | 1 min      |
| Sortie du jeu sur PlayStation 4 et Xbox One (26 octobre 2018) |                                                         |            |
| 17 décembre 2018                                              | The Highest Rated Game on PlayStation 4 and Xbox One    | 30 s       |
| 1er mars 2019                                                 | Over 275 Perfect Scores and 175 Game of the Year Awards | 15 s       |
| 19 octobre 2019                                               | PC Trailer                                              | 1 min 1 s  |
| 31 octobre 2019                                               | PC Launch Trailer                                       | 1 min      |

### Distribution des rôles
Peter Blomquist (nl) qui interprète Micah était également apparu dans L.A. Noire (2011), un autre jeu Rockstar Games dans lequel il interprétait le Dr Harlan Fontaine.
L'oncle, interprété par Spider Madison dans le premier volet, est ici interprété par James McBride. Il devait être interprété par John O'Creagh (nl) mais ce dernier est décédé au cours de la production. Sa voix a été gardée pour les chants de l'Oncle.

## Éditions du jeu
En plus de la version standard, Red Dead Redemption 2 est mis en vente sous deux éditions : « l'édition spéciale » et « l'édition ultime », aussi bien disponibles en version physique qu'en version numérique,.
L'édition spéciale comprend une carte du jeu exclusive ainsi que du contenu pour le mode histoire : une mission de braquage (celui de la banque de la ville de Rhodes) et un repaire de bandits (celui de bande de Del Lobo) ; un cheval noir tacheté pur-sang, avec la selle Nuevo Paraiso ; un talisman (une serre d'aigle, permettant d'utiliser la compétence de détection d'Arthur plus longtemps) et un médaillon (une écaille d'iguane, permettant de subir moins de dégâts à cheval) ; des améliorations (noyaux d'énergie, de santé et de Sang-froid), de l'argent bonus (lors des braquages et à la revente de dépouilles d'animaux) et des promotions (sur toutes les améliorations du camp de la bande) ; la tenue d'as de la gâchette Nuevo Paraiso ; et un accès gratuit à des armes supplémentaires (le pistolet Volcanic, le fusil à pompe et le fusil à vermine Lancaster).
En plus de tout le contenu de l'édition spéciale et un steelbook du jeu (pour la version physique), l'édition ultime propose divers contenus pour le mode en ligne : des tenues bonus (tenue de chasseur de primes Blackrose et tenue de tueur à gages de Copperhead) ; un cheval alezan noir pur-sang, avec la selle des hautes plaines ; l'accès gratuit au thème de camp Survie ; l'accès gratuit à des armes supplémentaires (le pistolet Volcanic, le fusil à pompe et le fusil à vermine Lancaster) ; et des bonus de rang (avec une progression plus rapide jusqu'au rang 25).
Des bonus sont également alloués aux joueurs qui précommandent le jeu. Si le cheval de guerre et le kit de survie du hors-la-loi sont proposés pour toutes les versions de RDR 2, la précommande des différentes versions numériques de cet opus permet d'obtenir un bonus d'argent pour le mode histoire, une carte au trésor exclusive (pour toute précommande faite avant le 15 août 2018) et un bonus d'argent pour GTA Online (500 000 GTA$ avec l'édition standard, 1 000 000 GTA$ avec l'édition spéciale, et 2 000 000 GTA$ avec l'édition ultime).
À noter que Rockstar propose également un « coffret du collectionneur » proposant divers produits dérivés, sans toutefois inclure le jeu. Ce coffret comprend : une cagnotte en métal avec verrou et clé ; une pièce de défi à collectionner ; un puzzle réversible ; un bandana six-coups ; une carte au trésor ; un ensemble de badges ; un jeu de cartes ; un catalogue Wheeler, Rawson and Co. ; et douze cartes de paquets de cigarettes.
| Contenu                                                   | Édition Standard                                                    | Édition Spéciale                                                    | Édition Ultime                                                      | Coffret du collectionneur |
| --------------------------------------------------------- | ------------------------------------------------------------------- | ------------------------------------------------------------------- | ------------------------------------------------------------------- | ------------------------- |
| Jeu Red Dead Redemption 2                                 | Oui                                                                 | Oui                                                                 | Oui                                                                 | Non                       |
| Cheval de guerre (mode histoire)                          | Précommande seulement                                               | Précommande seulement                                               | Précommande seulement                                               | Non                       |
| Kit de survie du hors-la-loi (mode histoire)              | Précommande seulement                                               | Précommande seulement                                               | Précommande seulement                                               | Non                       |
| Bonus d'argent (mode histoire)                            | Précommande de la version numérique seulement                       | Précommande de la version numérique seulement                       | Précommande de la version numérique seulement                       | Non                       |
| Carte au trésor exclusive (mode histoire)                 | Précommande de la version numérique avant le 15 août 2018 seulement | Précommande de la version numérique avant le 15 août 2018 seulement | Précommande de la version numérique avant le 15 août 2018 seulement | Non                       |
| Bonus d'argent pour GTA Online                            | Précommande de la version numérique seulement (500 000 GTA$)        | Précommande de la version numérique seulement (1 000 000 GTA$)      | Précommande de la version numérique seulement (2 000 000 GTA$)      | Non                       |
| Carte du monde exclusive                                  | Non                                                                 | Oui                                                                 | Oui                                                                 | Non                       |
| Mission de braquage et repaire de bandits (mode histoire) | Non                                                                 | Oui                                                                 | Oui                                                                 | Non                       |
| Cheval noir tacheté pur-sang (mode histoire)              | Non                                                                 | Oui                                                                 | Oui                                                                 | Non                       |
| Talisman et médaillon (mode histoire)                     | Non                                                                 | Oui                                                                 | Oui                                                                 | Non                       |
| Améliorations, argent bonus et promotions (mode histoire) | Non                                                                 | Oui                                                                 | Oui                                                                 | Non                       |
| Tenue d'as de la gâchette Nuevo Paraiso (mode histoire)   | Non                                                                 | Oui                                                                 | Oui                                                                 | Non                       |
| Accès gratuit à des armes supplémentaires (mode histoire) | Non                                                                 | Oui                                                                 | Oui                                                                 | Non                       |
| Steelbook exclusif                                        | Non                                                                 | Non                                                                 | Version physique seulement                                          | Non                       |
| Tenues bonus (mode en ligne)                              | Non                                                                 | Non                                                                 | Oui                                                                 | Non                       |
| Cheval alezan noir pur-sang (mode en ligne)               | Non                                                                 | Non                                                                 | Oui                                                                 | Non                       |
| Accès gratuit au thème de camp Survie (mode en ligne)     | Non                                                                 | Non                                                                 | Oui                                                                 | Non                       |
| Accès gratuit à des armes supplémentaires (mode en ligne) | Non                                                                 | Non                                                                 | Oui                                                                 | Non                       |
| Bonus de rang (mode en ligne)                             | Non                                                                 | Non                                                                 | Oui                                                                 | Non                       |
| Cagnotte en métal avec verrou et clé                      | Non                                                                 | Non                                                                 | Non                                                                 | Oui                       |
| Pièce de défi à collectionner                             | Non                                                                 | Non                                                                 | Non                                                                 | Oui                       |
| Puzzle réversible                                         | Non                                                                 | Non                                                                 | Non                                                                 | Oui                       |
| Bandana six-coups                                         | Non                                                                 | Non                                                                 | Non                                                                 | Oui                       |
| Carte au trésor                                           | Non                                                                 | Non                                                                 | Non                                                                 | Oui                       |
| Ensemble de badges                                        | Non                                                                 | Non                                                                 | Non                                                                 | Oui                       |
| Jeu de cartes                                             | Non                                                                 | Non                                                                 | Non                                                                 | Oui                       |
| Catalogue Wheeler, Rawson and Co.                         | Non                                                                 | Non                                                                 | Non                                                                 | Oui                       |
| Douze cartes de paquets de cigarettes                     | Non                                                                 | Non                                                                 | Non                                                                 | Oui                       |

## Accueil

### Critiques
Red Dead Redemption 2 est très bien reçu par les critiques qui sont unanimes quant à la qualité exceptionnelle du jeu. Le journaliste Logan de Jeuxvideo.com estime que : « Plus que pour son visuel sidérant de beauté et son effarante perfection sonore, Red Dead Redemption II se révèle précieux pour ce qu'il a à raconter et sa manière de faire évoluer de façon crédible la dimension familiale de la bande, centrale dans cette suite. Tout en profitant d'un gigantesque open world vivant, cohérent et parvenant à nous surprendre même après y avoir passé une cinquantaine d'heures, on se retrouve pris au piège de cette histoire servie par une brochette de personnages tous mieux écrits les uns que les autres. Et c'est là la force du jeu de Rockstar Games qui réussit la plupart du temps à dépasser sa dimension vidéoludique en usant de son récit pour mieux ferrer le joueur afin de le faire rire, frémir et de l'émouvoir. Plus qu'un jeu, Red Dead Redemption II est une épopée, née des plus grands chefs-d’œuvre cinématographiques du genre, se nourrissant perpétuellement de grands sentiments pour nous retourner jusqu'à un final étonnant et logique à la fois. ».
Pour William Audureau du journal Le Monde, « Red Dead Redemption 2 donne à vivre une aventure marquante dans des Etats-Unis en pleine mutation. Une œuvre fascinante, en dépit de certains archaïsmes. ».
Dans The New York Times, Peter Suderman juge que Red Dead Redemption 2 est « une véritable oeuvre d'art » et qu'il s'agit probablement du jeu vidéo le plus ambitieux de l'histoire.

### Récompenses et prix
Red Dead Redemption 2 est le jeu le plus nommé (8 nominations) et le plus récompensé (4 récompenses) à la cérémonie des Game Awards 2018.
Le site français Jeuxvideo.com récompense le jeu du « Pixel d'Or : Meilleur scénario 2018 ». Red Dead Redemption 2 fait également partie des trois jeux nommés au « Pixel d'Or : Jeu de l'année 2018 » mais est battu par God of War.
Le site américain IGN récompense aussi de manière généreuse le jeu : Red Dead Redemption 2 remporte le prix « Best Xbox One Game of 2018 », et obtient la 2e place dans les catégories « Best Game of the Year 2018 », « Best Playstation 4 Game of 2018 », « Best Action-Adventure Game of 2018 » et « Best Video Game Story of 2018 ».
Red Dead Redemption 2 est retenu dans les listes des meilleurs jeux vidéo de l'année 2018 du journal français Le Figaro et du quotidien américain The Washington Post.
Il obtient la 5e place du classement des meilleurs jeux vidéo de l'année 2018 du journal Le Monde et la 1re place dans ceux des journaux britanniques The Guardian et The Telegraph.
Il reçoit le prix Historia 2019 du jeu vidéo.
Après sa sortie officielle sur PC, il remporte le prix de "Jeu de l'année 2020" aux Steam Awards ainsi que celui du "Jeu à l'histoire exceptionnelle".

### Ventes
Red Dead Redemption 2 connaît avant même son lancement un très vif succès commercial. Il est en effet le jeu le plus pré-commandé de l'histoire sur le PlayStation Network ainsi que sur le site de la Fnac.
Il est le jeu le plus vendu sur le PSN après 24 heures et après 72 heures de mise en ligne. En trois jours, le jeu a généré 725 millions de dollars de chiffre d'affaires, le classant à la deuxième place des meilleurs lancements de tous les temps, derrière GTA V, autre jeu de Rockstar Games.
L'éditeur annonce le 8 novembre 2018 qu'en huit jours, 17 millions de copies du jeu ont été distribuées dans le monde, soit plus que le précédent opus en huit ans.
Sur le site Amazon.com, Red Dead Redemption 2 est le jeu vidéo le plus vendu de l'année 2018 sur les plateformes PS4 et Xbox One.
En mai 2019, Rockstar annonce avoir distribué 24 millions d'exemplaires dans le monde, soit presque autant que GTA 4 en dix ans mais moins que GTA 5 sur la même durée.
En mai 2020, Take-Two dévoile lors de la présentation de son bilan annuel 2019/2020, que Red Dead Redemption 2 s'est écoulé à 31 millions d’exemplaires.
En mai 2021, les ventes atteignent 37 millions de copies.
Le 8 février 2022, Take-Two Interactive annonce dans son résultat trimestriel que Red Dead Redemption 2 a atteint les 43 millions d'exemplaires vendus.
Début 2025, le jeu dépasse les 70 millions d'exemplaires vendus.

### Analyses
Mehdi Derfoufi, enseignant à l’université d’Illinois à Paris et spécialiste des questions post-coloniales au cinéma et dans les jeux vidéo, a été invité par le quotidien Le Monde à analyser le jeu sur la base de son chapitre IV. Après test, il estime que cette partie du jeu reprend une mythologie occidentale liée à la conquête de l'Ouest, en ne laissant qu'une place marginale aux Noirs et aux Amérindiens. Il déclare : « RDR2 s’inscrit comme tout bon western dans un système d’oppositions binaires entre nature et culture, civilisation et espaces sauvages, ville et campagne, et évidemment il est assez facile de voir où se placent l’homme blanc et l’Amérindien dans ce schéma. Le récit du jeu s’inscrit dans ce schéma sans trop le perturber, dans la continuité du premier opus, qui travaillait toutefois davantage, il me semble, la question de la frontière avec le Mexique. »  Il compare ainsi défavorablement le jeu à des jeux qui prennent mieux en compte le vécu des minorités dans un contexte colonial, comme Méwilo de Muriel Tramis (1987) ou Freedom : Les Guerriers de l'ombre de Muriel Tramis et Patrick Chamoiseau (1988). L'article du Monde nuance cependant cette analyse inévitablement partielle en précisant que certains chapitres suivants du jeu adoptent par exemple le point de vue d'Amérindiens.

## Inspirations
Les personnages Bray et Tammy Aberdeen, qui sont frère et sœur, s'inspirent de John Jr. et Kate Bender, membres de la « Bloody Benders », une famille de tueurs en série,.
Les villes et bourgades des deux épisodes Red Dead Redemption sont généralement créées comme des miroirs d'homologues réels : Saint-Denis est inspirée de la Nouvelle-Orléans, l'histoire de Tumbleweed reprend celle de Tombstone (ancienne O.K Corral), Annesburg est un miroir de Scranton, etc.